# Vazir Oruyov
Vazir Oruyov  (en azerí: Vəzir Surxay oğlu Orucov) - Héroe Nacional de Azerbaiyán; mártir de la guerra de Karabaj.

## Vida
Vazir Oruyov nació en la aldea de Joruzlú del distrito de Tərtər el 26 de diciembre de 1956. Recibió su educación secundaria en la escuela secundaria de la aldea de Joruzlú y desde el año 1974 fue admitido en la Escuela de Peritaje de la Industria Ligera de Bakú. En 1975 fue llamado al servicio militar, después de licenciarse en el ejército en 1977 continuó su educación profesional que había quedado inconclusa. En 1984 Oruyov se movió hacia la ciudad de Belkov del Óblast del Arcángel de Rusia.

### Guerra de Karabaj y participación en las guerras
Al enterarse de la masacre de Joyalí en 1992 regresó a Azerbaiyán y el 4 de mayo ingresó en el batallón de la autodefensa de Tartar. No obstante, Oruyov empezó a luchar como un soldado ordinario, por su habilidad de mando en poco tiempo fue ascendido hasta el cargo de vicecomandante. El día de su arribo él salió de casa para ir a la ciudad de Tartar. Camino a Shijarj se encontró con un policía herido, tomó su arma y se unió a la batalla por Agdará sin decir nada a nadie.
En las batallas por Hasangaya, Koyarj, Madagiz, Akop Komari, el embalse de Sarsang, aldeas de Childiran, Vagauz Vazir Oruyov combatió con valentía y arruinó muchos planes del enemigo.
En agosto de 1992 Oruyov se fue para el reconocimiento del embalse de Sarsang. Estaba rodeado de 30 exploradores armados con ametralladoras PK. El grupo de Sardar Hamidov se había ido adelante y el grupo de exploradores de Oruyov marchó detrás de los enemigos. Aquel día el batallón “Arabo” de Armenia tuvo muchas pérdidas. 
El 1 de septiembre de 1992 él fue herido de gravedad cuando quiso disparar a un tanque enemigo en la batalla por la aldea de Childirán.
El 22 de 1993 falleció como un héroe en el combate por la altura de Globus de Agdará. Fue enterrado en el Callejón de los Mártires de la ciudad de Bakú. Según el edicto 495 de 27 de marzo de 1993 del presidente de la República de Azerbaiyán, a Oruyov Vazir Surjay oglu le fue concedida la condecoración de “Héroe Nacional de Azerbaiyán” a título póstumo.